# Mistrzostwa Europy U-19 w Piłce Nożnej 2006
Mistrzostwa Europy U-19 w piłce nożnej 2006 – turniej finałowy Mistrzostw Europy U-19 w piłce nożnej, zorganizowany przez Polskę, w dniach 18–29 lipca 2006 na 6 stadionach Wielkopolski. Wzięło w nim udział 8 reprezentacji piłkarskich, w których mogli wystąpić zawodnicy urodzeni po 1 stycznia 1987. Sześć najlepszych drużyn (po trzy z każdej grupy) uzyskiwało awans do Mistrzostw Świata U-20 w piłce nożnej 2007.

## Kwalifikacje
W I rundzie kwalifikacyjnej wzięło udział 48 zespołów, zwycięzcy grup oraz drużyny zajmujące drugie miejsca przeszły do następnej fazy ME. Do tego grona dołączyli Węgrzy, którzy zajęli trzecie miejsce w swojej grupie i dzięki najlepszemu bilansowi spotkań ze zwycięzcami grup grali dalej. Do II rundy automatycznie zakwalifikowały się zespoły Anglii, Hiszpanii i Czech. W rudzie finałowej spotkali się zwycięzcy II rundy oraz gospodarz turnieju Polska.

### I. runda kwalifikacyjna
| I Grupa Słowenia Litwa Estonia Gruzja II Grupa Słowacja Dania Kazachstan Liechtenstein III Grupa Norwegia Izrael Malta Cypr | IV Grupa Portugalia Rosja Azerbejdżan Luksemburg V Grupa Belgia Węgry Wyspy Owcze Szwecja VI Grupa Włochy Irlandia Mołdawia Irlandia Północna | VII Grupa Francja Austria Walia San Marino VIII Grupa Szwajcaria Szkocja Finlandia Andora IX Grupa Macedonia Turcja Albania Rumunia | X Grupa Holandia Niemcy Grecja Białoruś XI Grupa Bułgaria Chorwacja Islandia Bośnia i Hercegowina XII Grupa Serbia i Czarnogóra Ukraina Armenia Łotwa |

### II. runda kwalifikacyjna
| I Grupa Rosja Słowenia Węgry Austria II Grupa Irlandia Gruzja Słowacja Turcja | III Grupa Francja Szkocja Bułgaria Białoruś IV Grupa Czechy Szwajcaria Dania Ukraina | V Grupa Izrael Chorwacja Portugalia Macedonia VI Grupa Anglia Serbia i Czarnogóra Belgia Irlandia Północna | VII Grupa Hiszpania Niemcy Szwecja Cypr |

## Stadiony
Turniej rozegrano na sześciu stadionach położonych w województwie wielkopolskim.
| Poznań                | Grodzisk Wielkopolski                                         | Szamotuły                                                     | Pobiedziska                                                   |
| Stadion Miejski       | Stadion Dyskobolii                                            | Stadion Miejski                                               | Stadion Miejski                                               |
| Liczba miejsc: 16 000 | Liczba miejsc: 6000                                           | Liczba miejsc: 3000                                           | Liczba miejsc: 1160                                           |
|                       |                                                               |                                                               |                                                               |
| Wronki                | PoznańGrodzisk WielkopolskiWronkiSzamotułySwarzędzPobiedziska | PoznańGrodzisk WielkopolskiWronkiSzamotułySwarzędzPobiedziska | PoznańGrodzisk WielkopolskiWronkiSzamotułySwarzędzPobiedziska |
| Stadion Amiki Wronki  | PoznańGrodzisk WielkopolskiWronkiSzamotułySwarzędzPobiedziska | PoznańGrodzisk WielkopolskiWronkiSzamotułySwarzędzPobiedziska | PoznańGrodzisk WielkopolskiWronkiSzamotułySwarzędzPobiedziska |
| Liczba miejsc: 5300   | PoznańGrodzisk WielkopolskiWronkiSzamotułySwarzędzPobiedziska | PoznańGrodzisk WielkopolskiWronkiSzamotułySwarzędzPobiedziska | PoznańGrodzisk WielkopolskiWronkiSzamotułySwarzędzPobiedziska |
|                       | PoznańGrodzisk WielkopolskiWronkiSzamotułySwarzędzPobiedziska | PoznańGrodzisk WielkopolskiWronkiSzamotułySwarzędzPobiedziska | PoznańGrodzisk WielkopolskiWronkiSzamotułySwarzędzPobiedziska |
| Swarzędz              | PoznańGrodzisk WielkopolskiWronkiSzamotułySwarzędzPobiedziska | PoznańGrodzisk WielkopolskiWronkiSzamotułySwarzędzPobiedziska | PoznańGrodzisk WielkopolskiWronkiSzamotułySwarzędzPobiedziska |
| Stadion Miejski       | PoznańGrodzisk WielkopolskiWronkiSzamotułySwarzędzPobiedziska | PoznańGrodzisk WielkopolskiWronkiSzamotułySwarzędzPobiedziska | PoznańGrodzisk WielkopolskiWronkiSzamotułySwarzędzPobiedziska |
| Liczba miejsc: 1500   | PoznańGrodzisk WielkopolskiWronkiSzamotułySwarzędzPobiedziska | PoznańGrodzisk WielkopolskiWronkiSzamotułySwarzędzPobiedziska | PoznańGrodzisk WielkopolskiWronkiSzamotułySwarzędzPobiedziska |
|                       | PoznańGrodzisk WielkopolskiWronkiSzamotułySwarzędzPobiedziska | PoznańGrodzisk WielkopolskiWronkiSzamotułySwarzędzPobiedziska | PoznańGrodzisk WielkopolskiWronkiSzamotułySwarzędzPobiedziska |

## Sędziowie

### Główni
- Szymon Marciniak
- Ivan Bebek
- Hervé Piccirillo
- Kristinn Jakobsson
- Pavel Cristian Balaj
- Jonas Eriksson
- Łukasz Szczeciński

### Asystenci
- Marcello Ambrosino
- Nicholas De Battista
- Oleg Molceanov
- Eamon Shanks
- Irina Mirt
- Radovan Stepanović
- Bojan Ul
- Ołessandr Wojtiuk

## Runda finałowa
Legenda do tabelek:
- M – miejsce
- L.m. – liczba meczów
- Zw. – zwycięstwa
- Rem. – remisy
- Por. – porażki
- R.br. – różnica bramek
- Pkt – punkty

Dwie pierwsze drużyny z każdej grupy awansują do dalszych gier.

### Składy drużyn
Każdy finalista do turnieju zgłosił 18 zawodników.
- Austria
  - bramkarze: 1. Bartoloměj Kuru, 12. Michael Zaglmair
  - obrońcy: 2. Niklas Lercher, 3. Daniel Gramann, 4. Sebastian Prödl, 5. Michael Madl, 6. Markus Suttner
  - pomocnicy: 8. Veli Kavlak, 10. Tomáš Šimkovič, 13. Thomas Hinum, 14. Michael Glauninger, 15. Clemens Walch, 16. Peter Hackmair, 17. Harald Pichler
  - napastnicy: 7. Daniel Sikorski, 9. Erwin Hoffer, 11. Butrint Vishaj, 18. Rubin Okotie

- Belgia
  - bramkarze: 1. Davino Verhulst, 12. Ruud Boffin
  - obrońcy: 2. Benjamin Lutun, 3. Timothy Dreesen, 4. Timothy Derijck, 5. Sébastien Pocognoli, 13. Michaël Jonckheere, 14. Wouter Cortjens, 15. Massimo Moia
  - pomocnicy: 6. Marouane Fellaini, 8. Jorn Vermeulen, 16. Daan Van Gijseghem
  - napastnicy: 7. Jonathan Legear, 9. Steve De Ridder, 10. Kevin Mirallas, 11. Roland Lamah, 17. Jordan Remacle, 18. Marvin Ogunjimi

- Czechy
  - bramkarze: 1. Radek Petr, 16. Luděk Frydrych
  - obrońcy: 2. Jakub Dohnálek, 3. Petr Pavlík, 4. Michal Švec, 5. Jan Šimůnek, 7. Ondřej Mazuch, 14. Ondřej Kúdela
  - pomocnicy: 6. Marcel Gecov, 8. Marek Jungr, 10. Jakub Mareš, 12. Petr Janda, 13. Ivan Hašek, 15. Marek Střeštík, 17. Kamil Vacek
  - napastnicy: 9. Martin Fenin, 11. Jan Blažek, 18. Jiří Jeslínek

- Polska
  - bramkarze: 1. Przemysław Tytoń, 12. Jakub Hładowczak
  - obrońcy: 2. Artur Marciniak, 3. Jarosław Fojut, 4. Krzysztof Król, 5. Krzysztof Strugarek, 6. Arkadiusz Czarnecki, 13. Łukasz Nadolski, 16. Paweł Król
  - pomocnicy: 7. Tomasz Cywka, 9. Andrew Konopelsky, 10. Filip Burkhardt, 14. Mariusz Sacha, 15. Krzysztof Michalak, 17. Jakub Tosik
  - napastnicy: 8. Kamil Oziemczuk, 11. Dawid Janczyk, 18. Kamil Stachyra

- Portugalia
  - bramkarze: 1. Igor Araújo, 12. Ricardo Janota
  - obrońcy: 2. Pedro Correia, 3. Steven Vitória, 4. Paulo Renato, 5. André Marques, 14. João Pedro
  - pomocnicy: 6. Nuno Coelho, 7. Bruno Gama, 8. Zezinando, 13. Vitorino Antunes, 15. Bruno Pereirinha, 17. Feliciano Condesso, 18. Mano
  - napastnicy: 9. Paulo Ferreira, 10. David Caiado, 11. Hélder Barbosa, 16. Diogo Tavares

- Szkocja
  - bramkarze: 1. Andrew McNeil, 12. Scott Fox
  - obrońcy: 2. Andrew Cave-Brown, 5. Garry Kenneth, 6. Scott Cuthbert, 18. Mark Reynolds
  - pomocnicy: 3. Lee Wallace, 4. Charles Grant, 7. Simon Ferry, 10. Michael McGlinchey, 15. Ryan Conroy, 16. Greg Cameron, 17. Brian Gilmour, 19. Jamie Adams
  - napastnicy: 8. Calum Elliot, 9. Steven Fletcher, 11. Robert Snodgrass, 14. Graham Dorrans

- Hiszpania
  - bramkarze: 1. Antonio Adán, 13. Ángel Bernabé
  - obrońcy: 2. Antonio Barragán, 3. José Ángel Crespo, 4. Marc Valiente, 5. Gerard Piqué, 12. Roberto Canella, 17. Gorka Elustondo
  - pomocnicy: 6. Mario Suárez, 7. Toni Calvo, 8. Javi García, 10. Esteban Granero, 11. Diego Capel, 15. Jeffrén Suárez
  - napastnicy: 9. César Díaz, 14. Marc Pedraza, 16. Juan Mata, 18. Alberto Bueno

- Turcja
  - bramkarze: 1. Volkan Babacan, 12. Serkan Boydak
  - obrońcy: 2. Serdar Kurtuluş, 3. Ferhat Öztorun, 4. Emre Karaman, 8. Enis Kahraman, 13. Aykut Demir, 17. Mehmet Sedef
  - pomocnicy: 5. Serdar Özkan, 7. Gürhan Gürsoy, 10. Cafercan Aksu, 16. Barış Ataş, 18. Mehmet Güven
  - napastnicy: 6. Arda Turan, 9. İlhan Parlak, 11. Aydın Yılmaz, 14. Kenan Özer, 15. Mevlüt Erdinç

### Grupa A
| M | Reprezentacja | L.m. | Zw. | Rem. | Por. | Bramki | R.br. | Pkt |
| 1 | Austria       | 3    | 2   | 0    | 1    | 6:4    | +2    | 6   |
| 2 | Czechy        | 3    | 2   | 0    | 1    | 7:5    | +2    | 6   |
| 3 | Polska        | 3    | 1   | 0    | 2    | 4:4    | 0     | 3   |
| 4 | Belgia        | 3    | 1   | 0    | 2    | 6:10   | –4    | 3   |

18 lipca 2006
| Belgia                   | 4 – 2 (3-1) | Czechy             | 18:00 – Stadion Miejski, Pobiedziska Sędzia: Novo Panić Widzów:         |
| Roland Lamah 12'         |             | Martin Fenin 14'   |                                                                         |
| Roland Lamah (karny) 32' |             | Marek Střeštík 84' |                                                                         |
| Michal Švec (sam.) 36'   |             |                    |                                                                         |
| Kevin Mirallas 57'       |             |                    |                                                                         |
| Polska                   | 0 – 1 (0-0) | Austria            | 20:00 – Stadion Miejski, Poznań Sędzia: Hervé Piccirillo Widzów: 15 000 |
|                          |             | Erwin Hoffer 75'   |                                                                         |

20 lipca 2006
| Austria             | 1 – 3 (0-2) | Czechy             | 18:00 – Stadion Miejski, Swarzędz Sędzia: Pavel Cristian Balaj Widzów: 2 800 |
| Erwin Hoffer 75'    |             | Jakub Mareš 34'    |                                                                              |
|                     |             | Petr Janda 37'     |                                                                              |
|                     |             | Marek Střeštík 49' |                                                                              |
| Polska              | 4 – 1 (2-0) | Belgia             | 20:00 – Stadion Amiki, Wronki Sędzia: Ivan Bebek Widzów: 2 500               |
| Dawid Janczyk 10'   |             | Roland Lamah 62'   |                                                                              |
| Dawid Janczyk 43'   |             |                    |                                                                              |
| Dawid Janczyk 57'   |             |                    |                                                                              |
| Artur Marciniak 90' |             |                    |                                                                              |

23 lipca 2006
| Czechy                     | 2 – 0 (1-0) | Polska           | 20:00 – Stadion Dyskobolii, Grodzisk Wielkopolski Sędzia: Jonas Eriksson Widzów: 4 500 |
| Marek Střeštík 43'         |             |                  |                                                                                        |
| Martin Fenin 82'           |             |                  |                                                                                        |
| Austria                    | 4 – 1 (1-0) | Belgia           | 20:00 – Stadion Amiki, Wronki Sędzia: Novo Panić Widzów:                               |
| Erwin Hoffer 16'           |             | Massimo Moia 51' |                                                                                        |
| Erwin Hoffer 53'           |             |                  |                                                                                        |
| Michael Madl 82'           |             |                  |                                                                                        |
| Daniel Gramann (karny) 86' |             |                  |                                                                                        |

### Grupa B
| M | Reprezentacja | L.m. | Zw. | Rem. | Por. | Bramki | R.br. | Pkt |
| 1 | Hiszpania     | 3    | 2   | 1    | 0    | 10:4   | +6    | 7   |
| 2 | Szkocja       | 3    | 1   | 1    | 1    | 5:8    | –3    | 4   |
| 3 | Portugalia    | 3    | 0   | 3    | 0    | 7:7    | 0     | 3   |
| 4 | Turcja        | 3    | 0   | 1    | 2    | 9:12   | –3    | 1   |

18 lipca 2006
| Hiszpania          | 5 – 3 (3-1) | Turcja                       | 18:00 – Stadion Dyskobolii, Grodzisk Wielkopolski Sędzia: Kristinn Jakobsson Widzów: |
| Alberto Bueno 18'  |             | İlhan Parlak 27'             |                                                                                      |
| Juan Mata 32'      |             | İlhan Parlak 60'             |                                                                                      |
| Juan Mata 37'      |             | Mevlüt Erdinç 65'            |                                                                                      |
| Toni Calvo 53'     |             |                              |                                                                                      |
| Juan Mata 90'      |             |                              |                                                                                      |
| Szkocja            | 2 – 2 (2-0) | Portugalia                   | 18:00 – Stadion Miejski, Szamotuły Sędzia: Pavel Cristian Balaj Widzów: 2 000        |
| Steven Fletcher 9' |             | Andrew Cave-Brown (sam.) 70' |                                                                                      |
| Charles Grant 28'  |             | Bruno Gama 76'               |                                                                                      |

20 lipca 2006
| Szkocja                | 0 – 4 (0-2) | Hiszpania         | 18:00 – Stadion Miejski, Pobiedziska Sędzia: Jonas Eriksson Widzów: |
|                        |             | Alberto Bueno 17' |                                                                     |
|                        |             | Gerard Piqué 27'  |                                                                     |
|                        |             | Gerard Piqué 50'  |                                                                     |
|                        |             | Mario Suárez 86'  |                                                                     |
| Portugalia             | 4 – 4 (2-1) | Turcja            | 18:00 – Stadion Miejski, Szamotuły Sędzia: Novo Panić Widzów: 2 000 |
| Hélder Barbosa 7'      |             | İlhan Parlak 33'  |                                                                     |
| Diogo Tavares 31'      |             | İlhan Parlak 68'  |                                                                     |
| Diogo Tavares 48'      |             | Mevlüt Erdinç 70' |                                                                     |
| Bruno Gama 73' (karny) |             | İlhan Parlak 90+' |                                                                     |

23 lipca 2006
| Portugalia                | 1 – 1 | Hiszpania               | 18:00 – Stadion Miejski, Pobiedziska Sędzia: Hervé Piccirillo Widzów: |
| Bruno Gama 21' (karny)    |       | César Díaz 47'          |                                                                       |
| Turcja                    | 2 – 3 | Szkocja                 | 18:00 – Stadion Miejski, Swarzędz Sędzia: Ivan Bebek Widzów: 3 000    |
| Cafercan Aksu 68'         |       | İlhan Parlak (sam.) 42' |                                                                       |
| Cafercan Aksu 72' (karny) |       | Michael McGlinchey 46'  |                                                                       |
|                           |       | Steven Fletcher 63'     |                                                                       |

## Półfinały
26 lipca 2006
| Hiszpania          | 5 – 0 (2-0) | Austria          | 15:30 – Stadion Amiki, Wronki Sędzia: Jonas Eriksson Widzów:                       |
| Jeffrén Suárez 34' |             |                  |                                                                                    |
| Javi García 42'    |             |                  |                                                                                    |
| Juan Mata 72'      |             |                  |                                                                                    |
| Javi García 80'    |             |                  |                                                                                    |
| Alberto Bueno 88'  |             |                  |                                                                                    |
| Czechy             | 0 – 1 (0-0) | Szkocja          | 20:00 – Stadion Dyskobolii, Grodzisk Wielkopolski Sędzia: Hervé Piccirillo Widzów: |
|                    |             | Calum Elliot 47' |                                                                                    |

## Finał
29 lipca 2006
| Szkocja            | 1 – 2 (0-0) | Hiszpania         | 20:00 – Stadion Miejski, Poznań Sędzia: Kristinn Jakobsson Widzów: 11 000 |
| Graham Dorrans 87' |             | Alberto Bueno 51' |                                                                           |
|                    |             | Alberto Bueno 71' |                                                                           |

## Strzelcy
- 5 goli
  -  Alberto Bueno
  -  İlhan Parlak

- 4 gole
  -  Erwin Hoffer
  -  Juan Mata

- 3 gole
  -  Dawid Janczyk
  -  Roland Lamah
  -  Toni Calvo
  -  Bruno Gama
  -  Marek Střeštík

- 2 gole
  -  César Díaz
  -  Gerard Piqué
  -  Javi García
  -  Diogo Tavares
  -  Hélder Barbosa
  -  Mevlüt Erdinç
  -  Cafercan Aksu
  -  Steven Fletcher
  -  Martin Fenin

- 1 gol
  -  Calum Elliot
  -  Graham Dorrans
  -  Michael McGlinchey
  -  Charles Grant
  -  Mario Suárez
  -  Jeffrén Suárez
  -  Jakub Mareš
  -  Petr Janda
  -  Kevin Mirallas
  -  Massimo Moia
  -  Artur Marciniak
  -  Michael Madl
  -  Daniel Gramann

- gole samobójcze
  -  Michal Švec (dla Belgii)
  -  Andrew Cave-Brown (dla Portugalii)
  -  İlhan Parlak (dla Szkocji)